# Victor Lustig
Victor Lustig (Hostinné, Csehország, 1890. január 4. – Springfield, Missouri, 1947. március 11.) szélhámos volt, aki több országban követett el csalásokat, és úgy híresült el, mint „az ember, aki eladta az Eiffel-tornyot. Kétszer.”

## Korai évei
Victor Lustig Csehországban, Hostinne-ban született, de már fiatalon nyugatra költözött. Bőbeszédű, magával ragadó csaló volt. A hírnevét egy Párizs és New York között hajózó óceánjárón alapozta meg, csalásokkal.
Lustig egyik, védjegyévé vált csalása a „pénznyomógép” volt. Ügyfeleinek a kis doboz képességeit magyarázva azt mondta, hogy mindössze hat órát vesz igénybe, hogy lemásoljon egy 100 dolláros bankót. Az ügyfelek, hatalmas hasznot sejtve, megvásárolták a gépet igen magas árat fizetve érte, többnyire 30 000 dollárnál is többet. A gép a következő tizenkét órában még két 100 dolláros bankót „termelt”, majd miután elfogytak az előre bekészített százdollárosok, csupán üres papírfecniket adott ki. Mire az ügyfelek észrevették a csalást, Lustig már rég máshol járt.

## Az Eiffel-torony
1925-re Franciaország már újjáéledt az első világháború után, és Párizs virágzásnak indult, kiváló környezetet biztosítva egy svindlernek. Lustig „mestercsalását” egy tavaszi napon, újságolvasás közben tervelte ki. Egy cikk azt boncolgatta, hogy a városnak problémái vannak az Eiffel-torony fenntartásával. Még a festés is drága munka volt, és a torony amúgy is igencsak rossz állapotban volt. Lustig meglátta a lehetőséget a cikk mögött, és egy máig emlékezetes tervet ötölt ki.
Lustig csináltatott magának egy hamis kormányzati iratot és meghívott hat ócskavas-kereskedőt egy bizalmas találkára a Hotel de Crillonba, a legrangosabb párizsi hotelek egyikébe, hogy tárgyaljanak egy lehetséges üzletről. Mind a hatan ott voltak a megbeszélt időben. Ott Lustig úgy mutatkozott be, mint a Posta- és Távközlésügyi Minisztérium miniszter-helyettese. Elmondta, hogy a jó hírnevük alapján választották ki őket, majd kivetette a csalit.
Lustig azt mondta a kereskedőknek, hogy az Eiffel-torony fenntartási költségei olyan felháborítóan magasak, hogy a város úgy döntött, eladja hulladékként. A közfelháborodás elkerülése végett – folytatta – lényeges, hogy a dolog titokban maradjon, amíg minden részletet kitalálnak. Lustig azt mondta, hogy rá osztották a feladatot, hogy válassza ki a kereskedőket, akik végrehajtják a bontást. Az ötlet nem is volt olyan hihetetlen 1925-ben, mint amilyen ma lenne. Az Eiffel-tornyot az 1889-es Világkiállításra építették, de nem állandóra tervezték. Úgy gondolták, hogy 1909-ben lebontják és egy másik helyre szállítják, mert nem illett össze a város többi nagy műemlékével, mint a gótikus katedrálisok vagy a Diadalív, és akkoriban tényleg nagyon rossz állapotban volt.
Lustig elvitte az urakat a toronyhoz egy „felderítő körútra”, egy bérelt limuzinban. Ez lehetőséget adott Lustignak, hogy felmérje melyikük a leglelkesebb és legnaivabb. Lustig ajánlatokat kért a következő napra, és emlékeztette őket, hogy mindez államtitok. Valójában Lustig már előre tudta, hogy kinek az ajánlatát fogadja el, és ez André Poissoné volt (érdekes, hogy franciául a „poisson” azt jelenti, hal, de sértő jelzőként is használják a kiváltképpen hiszékeny emberekre). Poisson bizonytalan volt, érezte, hogy nincs benne a párizsi üzlet belső köreiben és azt hitte, az Eiffel-torony ügy majd megnyitja az ajtót a nagyobb körökbe.
Poisson felesége viszont gyanakvó volt. Kíváncsi volt, vajon ki is ez a hivatalnok, miért volt minden olyan titkos, és hogyan lehet, hogy mindent ilyen gyorsan elintéztek. Hogy elaltassa az asszony gyanúját, Lustig még egy találkát szervezett, melyen „bevallott mindent”. Mint miniszter, mondta Lustig, nem tud elég pénzt összeszedni, hogy tovább élvezhesse eddigi életét, így valamit ki kellett találnia, hogy megnövelje a fizetését. Ez azt jelentette, hogy némi diszkréciót követeltek az ügyletei. Poisson azonnal megértette: egy korrupt kormányhivatalnokkal áll szemben, aki kenőpénzt akar. Ez azonnal elaltatta Poisson gyanakvását, hisz került már hasonló helyzetbe és gond nélkül tudott üzletelni az ilyen emberekkel.
Így Lustig nem csak az Eiffel-torony „árát” szerezte meg, de még egy hatalmas kenőpénzt is bezsebelt. Lustig és a titkára, egy francia-amerikai csaló, Robert Arthur Tourbillon (Dan Collinsként is ismert), sietősen vonatra szálltak Bécs felé, egy pénzzel teli utazótáskával.
Meglepő módon nem üldözték őket, sőt semmi sem történt. Poisson túlságosan szégyellte magát ahhoz, hogy bejelentést tegyen a rendőrségen. Egy hónappal később Lustig visszatért Párizsba, kiválasztott hat másik ócskavas-kereskedőt, és megpróbálta még egyszer eladni a tornyot, de ezúttal az áldozatok feljelentették, mielőtt befejezték volna az üzletet. Lustignak és Collinsnak azonban ekkor is sikerült elkerülniük a letartóztatást.

## Későbbi évei
Később Lustig kivándorolt Amerikába. Kapcsolatba került az alvilággal, és meggyőzte Al Capone-t, hogy fektessen be 50000 dollárt egy tőzsdei üzletbe. Lustig a pénzt egy bank széfjében helyezte el, majd két hónap múlva visszaadta az egészet, mondván az üzlet kudarcba fulladt. Al Caponét lenyűgözte Lustig becsületessége, és 5000 dollárt adott neki. Természetesen pontosan az történt, amire Lustig számított.
Persze voltak mások is, akik közkincsek árusításával jó pénzre tettek szert. A húszas évek elején Lustig nagy riválisa a „pörgő nyelvű skót”, Arthur Furguson volt.
1934-ben Lustigot kormányügynökök letartóztatták hamisítás vádjával. A tárgyalása előtti napon sikerült megszöknie a New York-i Szövetségi Fogházból, de 27 nappal később újra elkapták Pittsburghben, Pennsylvania államban. Lustigot bűnösnek találták és 20 évre az Alcatrazba zárták. 1947. március 9-én tüdőgyulladást kapott és két nappal később a szövetségi foglyok számára fenntartott Központi Kórházban, Springfieldben, Missouri államban meghalt. A halotti igazolványa Robert V. Miller névre volt kiállítva és a foglalkozás rovatnál „kereskedő gyakornok” szerepelt.

## Könyvek
- James F. Johnson and Floyd Miller, The Man Who Sold the Eiffel Tower, 1961, Doubleday & Company Inc., 216 pages, Congress Catalog Number 61-9522